# Tepuihyla edelcae
Espèce
Synonymes
- Osteocephalus edelcae Ayarzagüena, Señaris & Gorzula, 1993 "1992"

Statut de conservation UICN

 LC  : Préoccupation mineure
Tepuihyla edelcae est une espèce d'amphibiens de la famille des Hylidae.

## Répartition
Cette espèce est endémique de l'État de Bolívar au Venezuela. Elle se rencontre de 1 630 à 2 600 m d'altitude sur les tepuis Auyan, Abacapa, Acopán, Amurí, Apacara et Chimantá,.

## Étymologie
Cette espèce est nommée en l'honneur de la société hydroélectrique vénézuélienne Electrificaciõn del Caroní.

## Publication originale
- Ayarzagüena, Señaris & Gorzula, 1993 "1992" : Un neuvo genero para las especies del "grupo Osteocephalus rodriguezi" (Anura: Hylidae). Memoria de la Sociedad de Ciencias Naturales La Salle, vol. 52, no 138, p. 213-221.